# Fernsehturm Dresden
Der Fernsehturm Dresden steht auf den Dresdner Elbhängen im Dresdner Stadtteil Wachwitz und dient seit 1969 als Sendeturm für Fernsehen und Rundfunk sowie später auch für Mobilfunk. Mit einer Gesamthöhe von 252 Metern steht er auf dem neunten Platz aller Fernseh- und Fernmeldetürme in Deutschland. Seiner Sichtbarkeit über große Entfernungen und seiner markanten Form wegen ist er ein Wahrzeichen von Dresden und des Elbtalkessels geworden.

## Geschichte

### Hintergrund
Mit der Entstehung des Deutschen Fernsehfunks (DFF) wollte die politische Führung der DDR einen Fernsehsender für ganz Deutschland aufbauen. Ab dem 3. Januar 1956 begann der DFF offiziell den Sendebetrieb. Die terrestrische Ausstrahlung seines Programms war aber in einigen Gebieten problematisch, da insbesondere eine Lage im Tal den direkten Empfang deutlich erschwerte. Der Ballungsraum Dresden liegt nahezu vollständig im Elbtalkessel. Hierdurch war für die über 600.000 Bewohner von Pirna, Heidenau, Dresden, Radebeul und Coswig die Versorgung mit Rundfunk und Fernsehen ohne einen eigenen Sendeturm bzw. eine Relaisstation schwierig. Der Elbtalkessel war deswegen in der DDR auch als Tal der Ahnungslosen bekannt.
Bereits 1953/54 war in Radebeul auf der Hangkante der Lößnitzhöhen direkt neben dem Mäuseturm ein Gitterturm der Dezimeter-Richtfunkverbindung von Berlin errichtet worden, der die 1952 auf dem Turm der Boxdorfer Windmühle eingerichtete Telefon-Relaisstation ablöste. Neben dem Gitterturm stand eine Funkeinrichtung am Dammweg, die nach Eröffnung des DFF die Versorgung des Elbtals mit UKW-Rundfunk, Fernsehen und Ferngesprächstelefonie übernahm und noch auf der Landeskrone bei Görlitz empfangen werden konnte.
1959 war im Postmuseum der DDR ein Modell eines in Spannbeton auszuführenden 165 Meter hohen UKW- und Fernsehsendeturmes zu sehen, der im Verlauf des Siebenjahrplanes in Radebeul entstehen sollte.

### Bau
Der Bauherr, die Deutsche Post der DDR, ließ den Dresdner Turm unter Federführung des BMK Kohle und Energie bauen. Grundsteinlegung war im Sommer 1964. Im Dezember 1964 hatte der Turm eine Höhe von 85 Meter erreicht. Als der Turm eine Höhe von ca. 100 Metern erreicht hatte, versuchte die Bauleitung mit einer experimentellen ballonartigen Traglufthalle an der Spitze des Schaftes die Bauarbeiten kontinuierlich aufrechtzuerhalten. Dieses Schutzdach aus Dederon wurde aber am 28. Februar 1965 durch einen Sturm mit Windstärke 12 zerstört, als der Innendruck gegen Mittag nicht mehr aufrechterhalten werden konnte. Ein zweites Schutzdach wurde später ebenfalls durch einen Sturm zerstört.
Am 15. Dezember 1965 wurde das Richtfest gefeiert. Damit war der Betonbau abgeschlossen und der Turm hatte eine Höhe von 167,15 Meter erreicht. Beim Innenausbau des Turmes starb 1966 ein Monteur, als er in den 120 Meter tiefen Aufzugsschacht fiel. Nach der Montage der 85 m hohen Kunststoffzylinder-Antenne hatte der Turm im Juni 1968 seine endgültige Höhe erreicht. Bereits im Februar 1969 befand sich einer der Schnellaufzüge des Fernsehturms im Probebetrieb. Nach erfolgter Ausrüstung des Turms mit den notwendigen sendetechnischen Einrichtungen wurde der Fernsehturm Dresden am 18. September 1969 in Anwesenheit des Ministers für Post- und Fernmeldewesen der DDR Rudolph Schulze technisch in Betrieb genommen. Die Eröffnung für den Publikumsverkehr erfolgte zum 20. Jahrestag der Republik am 7. Oktober 1969. Um den Berichten zur Eröffnung des Berliner Fernsehturms den Vorrang zu lassen, wurde die offizielle Eröffnung des Wochen zuvor fertiggestellten, neuen Fernsehturms in Dresden zurückgestellt.

### Touristische Nutzung von 1969 bis 1991

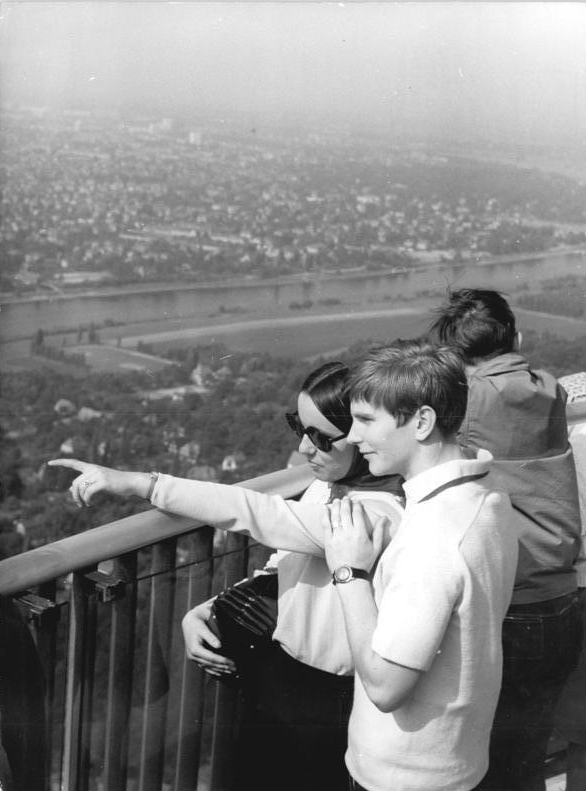
Blick von der Aussichtsterrasse (1970)

Im mit zwei Personenaufzügen erreichbaren Besucherbereich gab es ein zweistöckiges Turmcafé mit 120 Plätzen in 145 Metern Höhe, von der darüber in 148 Metern Höhe liegenden offenen Aussichtsplattform mit einer Kapazität von 40 bis 50 Besuchern konnte man wie von einem Balkon in die Tiefe blicken. Jährlich besuchten etwa 200.000 Gäste das Turmcafé, um von dort die Aussicht über das Elbtal zu genießen, bis zur Renovierung im Jahr 1991 durch die Deutsche Telekom und der Pleite des letzten Pächters des Turmcafés (HO-Gaststätte). Das Café hatte Preisklasse S, die höchste in der DDR. Die Küche musste in einem runden Raum mit nur 40 m² unterkommen. Da der Fernsehturm bis zu 1,60 m hin und her schwanken kann, funktionierten auch die Küchenwaagen nicht mehr richtig. Hierbei musste der Koch die bis zu 30 Gramm  Abweichung durch Erfahrung ausgleichen.
Am Fuß des Fernsehturms sollte ein Lokal für 250 Gäste erbaut werden. Die Grundmauern sind heute als Ruine erhalten. Das Projekt wurde aus Kostengründen und wegen des Baus der Bobbahn in Altenberg aufgegeben. Zu einer günstigeren Verkehrsanbindung sollte auch eine Seilbahn beitragen, die vom Elbufer aus zum Turm geführt hätte. Dieser Plan wurde wieder verworfen; die Errichtung der Seilbahn erfolgte dann 1970 im Bodetal (Thale/Harz).

### Nach der Schließung 1991
Am 30. Juni 1991 wurde das Café, Ende 1991 der Turm ganz für die Öffentlichkeit geschlossen. Nach der Renovierung durch die Deutsche Telekom wurde er aber nicht mehr für die Öffentlichkeit zugänglich gemacht. Der vormalige Eingangsbereich wurde vermauert und das Gelände sicher umzäunt.
Im Juni 2000 gab es zum 10. Elbhangfest „Wachwitz zeigt die Zehne – 650 Jahre Wachwitz“ ein Licht-Ton-Event, bei dem der Fernsehturm nachts verschiedenfarbig erleuchtet wurde und mittels Lautsprecher weithin hörbar seine Sprechfähigkeit unter Beweis stellte.
Im Jahr 2003 gab es in den Senderäumen einen kleineren Brand, der rasch unter Kontrolle gebracht werden konnte.

### Versuche der Wiedereröffnung seit 2008
Im Februar 2008 tagte der Stadtrat über eine eventuelle Wiedereröffnung.
Da eine Sanierung der Aufzugsanlage und des Restaurants etwa drei bis vier Millionen Euro kosten würde, konnte bisher noch kein Investor mit einem finanzierbaren Konzept gefunden werden. Ein wirtschaftlicher Betrieb sei nur mit 500.000 Besuchern pro Jahr möglich. Der jetzige Betreiber Deutsche Funkturm sieht derzeit keinen eigenen Bedarf zur Renovierung.
Im August 2009 stand der 2004 gegründete Förderverein vor einer möglichen Auflösung, welche aber verhindert werden konnte.
Am 4. August 2010 berichtete die Sächsische Zeitung über das Interesse eines potenziellen Investors, der der Stadt bis Mitte August ein Finanzierungskonzept vorlegen sollte. Die erforderlichen Investitionskosten für den Turm werden mit zehn Millionen Euro beziffert.
Im Februar 2012 gab es aufgrund einer infolge des Frostes geplatzten Rohrleitung einen Wasserschaden, bei dem mehrere Kubikmeter Wasser in die Kellerräume flossen.
Vom 13. August 2013 bis 14. Februar 2014 lief eine Online-Petition „Wir wollen den Dresdner Fernsehturm wieder als touristisches Ausflugsziel!“.
2017 wurde eine Machbarkeitsstudie zur Wiedereröffnung veröffentlicht. Die einfache Sanierung mit Café und Besucherplattform würde 15,5 Millionen Euro kosten.
Am 8. November 2018 entschied der Haushaltsausschuss des Deutschen Bundestages, finanzielle Mittel in Höhe von 12,8 Millionen € im Rahmen der Denkmalförderung bereitzustellen und sich so an den Kosten der notwendigen Baumaßnahmen für die Wiedereröffnung des Dresdner Fernsehturms zu beteiligen. Die Fördermittel liegen bis 2025 bereit.
Auch der Freistaat Sachsen und die Stadt Dresden haben ihre Unterstützung des Projektes und die damit einhergehenden finanziellen Mittel von ebenfalls 12,8 Millionen € (zu je gleichen Teilen) am 12. Mai 2019 zugesagt. Damit ist die Finanzierung von 25,6 Millionen Euro gesichert. Das Projekt wurde auf der Immobilienmesse Expo Real in München im Oktober 2019 vorgestellt.
Am 12. Oktober 2019 konnten anlässlich des 50. Geburtstages  200 Besucher die Aussichtsplattform besuchen. Die Stadt Dresden finanzierte eine Verkehrsstudie. Erwartet werden 200.000 Besucher jährlich. Am 23. Juni 2021 wurde die Fernsehturm Dresden GmbH, an der die DDV Mediengruppe, die Dresden Information GmbH und die Agentur Avantgarde beteiligt sind, als neuer Betreiber des Turms vorgestellt, der ohne dauerhafte städtische Zuschüsse auskommen muss. Eine Eröffnung wurde nicht vor 2025 erwartet.
Im August 2020 wurde mit einer weiteren Online-Petition aus der Dresdner Bürgerschaft eine Gegenbewegung sichtbar, welche eine Verlegung des Fernsehturms auf den Altmarkt (Dresden) fordert. Als wesentliche Argumente für das Abtragen am aktuellen Standort und den Wiederaufbau im Dresdner Stadtzentrum wurde das Fehlen eines realistischen und zukunftsfähigen Konzepts der verkehrstechnischen Erschließung des aktuellen Standorts und die daraus resultierende für eine touristische Nutzung unbrauchbare Lage genannt.
Am 26. Juli 2022 starben der Vorsitzende des Fernsehturmvereins Eberhard Mittag und der Beiratsvorsitzende Klaus Martin, welche sich maßgeblich für die Wiedereröffnung engagierten, bei einer Reise zu einem potentiellen Fernsehturm-Partner durch einen Absturz mit einem Ultraleichtflugzeug Ikarus C42 in der Nähe von Neureichenau in Niederbayern.
Bei einer Einwohnerversammlung im November 2022 wurde die neue Idee eines Baumwipfelpfades und ein Eröffnungstermin 2027 genannt.

## Architektur und Bautechnik

### Lage und Umgebung

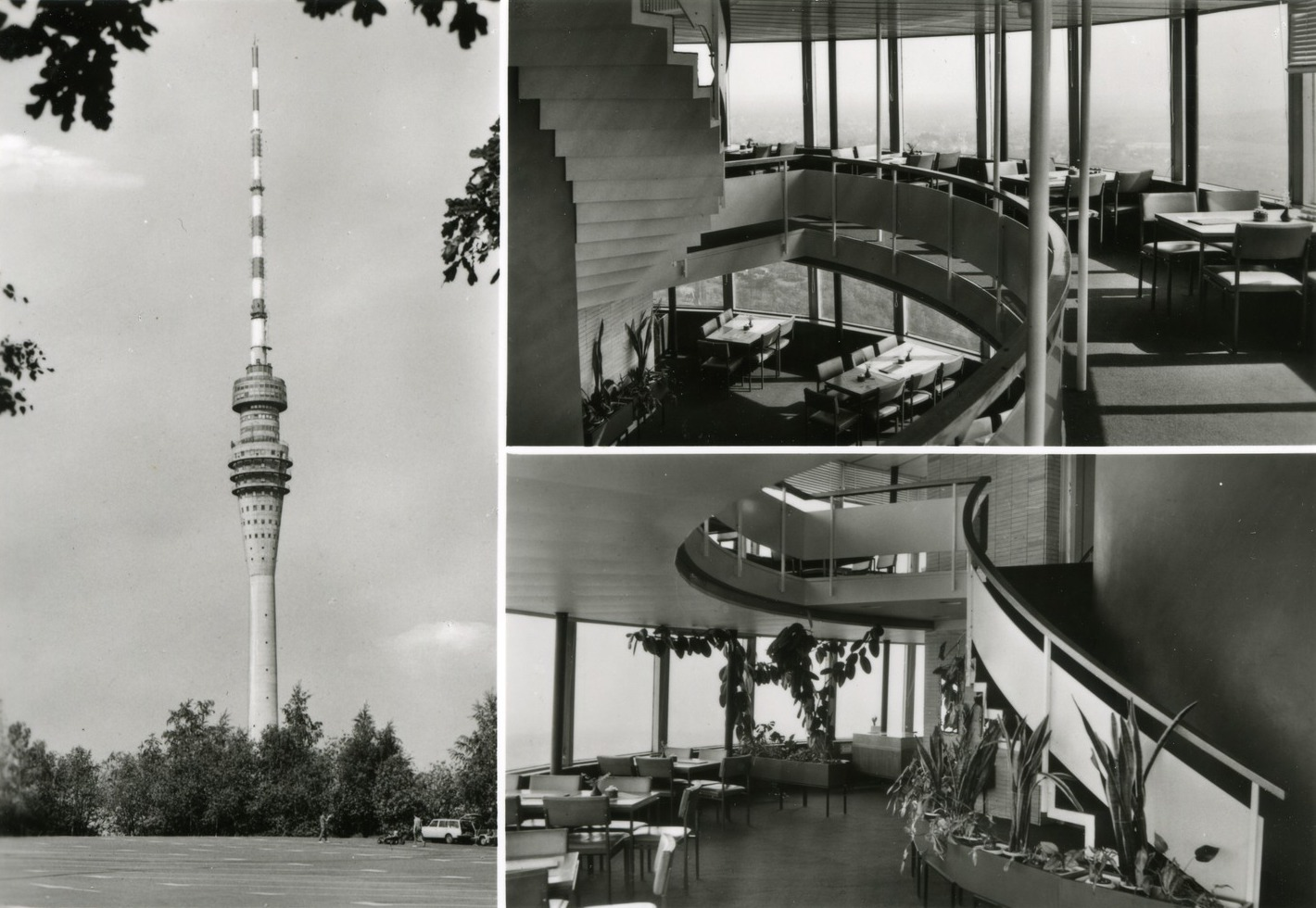
1985, Innenaufnahmen der Restauration

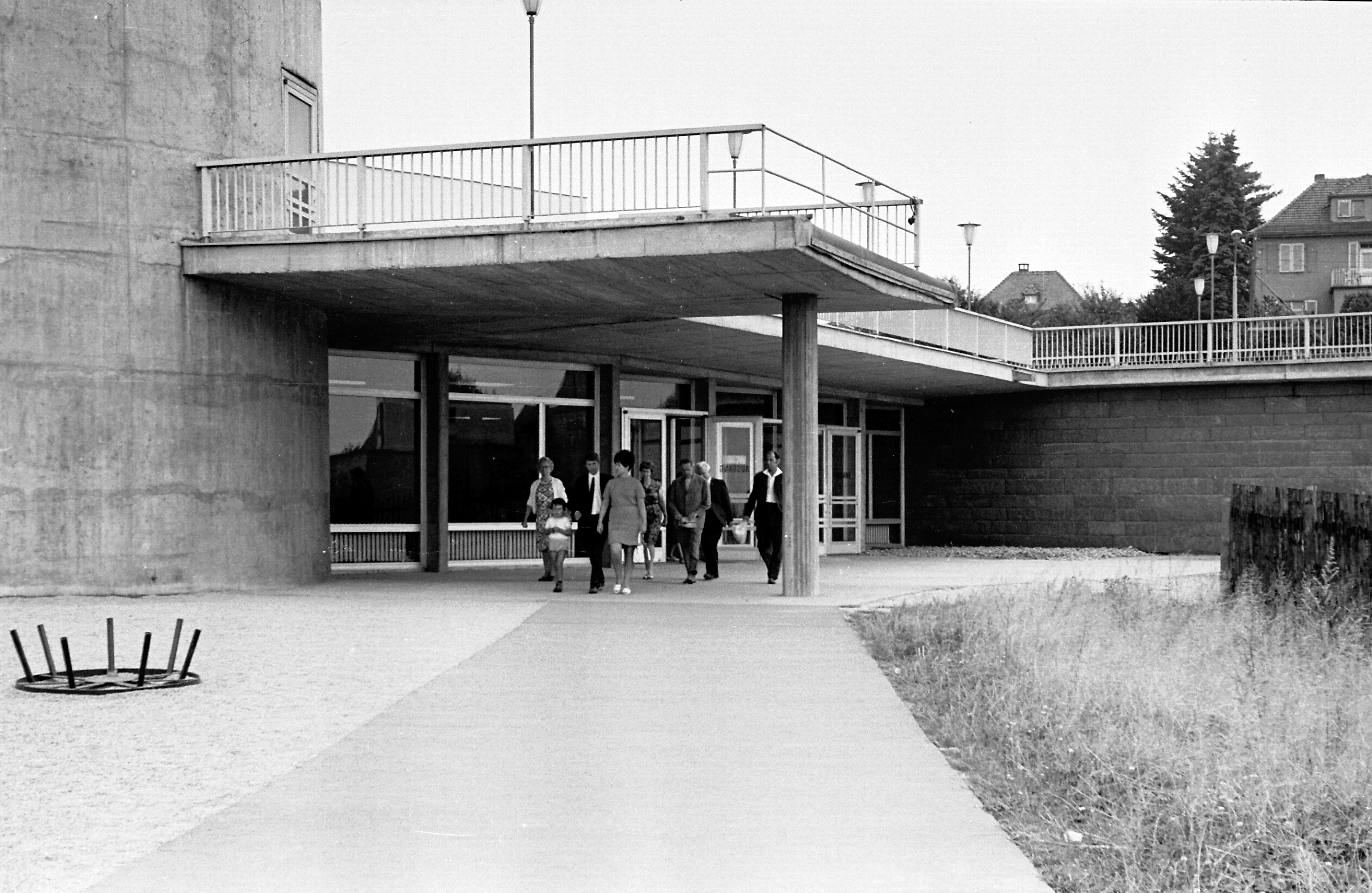
Fußbebauung mit Eingangsbereich (1970)

Der Turm befindet sich am Oberwachwitzer Weg 37, auf den Dresdner Elbhängen im Dresdner Stadtteil Wachwitz im Stadtbezirk Loschwitz, etwa 7 Kilometer vom Zentrum entfernt. Der Turm steht rund 231 m ü. NHN und etwa 120 Meter über dem Elbtal und ist fast vom gesamten Stadtgebiet Dresdens und weiten Teilen des oberelbischen Raumes zu sehen.

### Allgemeiner Aufbau
Die Architekten Kurt Nowotny und Johannes Braune wurden durch ein Sektglas zu der kelchartigen Form inspiriert. Als Vorbild für den Entwurf diente der weltweit erste Fernsehturm aus Stahlbeton, der Stuttgarter Fernsehturm, einige Architekturkritiker meinen, ohne dessen „ästhetische Perfektion“ zu erlangen. Die Ingenieure Hermann Rühle und Kurt Macher zeichneten für die Tragwerksplanung verantwortlich.
Er war nach dem 365 Meter hohen Berliner Fernsehturm das zweithöchstes Bauwerk mit touristischen Einrichtungen in der DDR. Seine Spitze überragt den Pegel der Elbe um 373 Meter, sein Fuß befindet sich 230 Meter über Normalhöhennull. Der Turmschaft aus Stahlbeton hat einen Durchmesser von 21 Metern und ist in sechs Metern Tiefe im Lausitzer Granit verankert. Sein Gesamtgewicht beträgt 7300 Tonnen. Im Turmschaft führen ca. 750 Treppenstufen bis zum Turmkorb. Die Schwingungen des Turmes werden von einem in Öl gelagerten Tilgerpendel gedämpft. Der eingebaute Schnellaufzug fährt mit einer Geschwindigkeit von 6 m/s in ungefähr 25 s auf Höhe des Cafés.
Aktuell steht der Fernsehturm Dresden an der 57. Stelle der Liste der höchsten Fernsehtürme der Welt und gehört zu den höchsten Bauwerken in Deutschland. In Sachsen ist nur der Schornstein des Heizkraftwerk Chemnitz-Nord mit 301,8 m Höhe knapp 50 Meter höher als der Fernsehturm Dresden.

## Funktechnik
Er hat Sende- und Empfangseinrichtungen für Richtfunk, Rundfunk (analoger und digitaler (DAB) Hörfunk auf Ultrakurzwelle, digitales (DVB-T) terrestrisches Fernsehen) sowie Mobil- und Datenfunk.
Er diente bzw. dient der Verbreitung folgender Programme:

### Rundfunk der DDR und Wendezeit bis 1992
| Frequenz  | Leistung | Nov. 1976         | 1989              | Sept. 1991                                           | Jan. 1992           | heute           |
| --------- | -------- | ----------------- | ----------------- | ---------------------------------------------------- | ------------------- | --------------- |
| 90,1 MHz  |          | Berliner Rundfunk | Berliner Rundfunk | Sachsenradio 2                                       | MDR Life            | MDR Jump        |
| 92,2 MHz  |          | Radio DDR II      | Radio DDR II      | Sachsenradio 1                                       | MDR 1 Radio Sachsen | MDR Sachsen     |
| 95,4 MHz  |          | Radio DDR I       | Radio DDR I       | Radio aktuell (00–19 Uhr) Sachsenradio 3 (19–24 Uhr) | MDR Kultur          | MDR Kultur      |
| 97,3 MHz  |          | Stimme der DDR    | Stimme der DDR    | DS Kultur                                            | DS Kultur           | Deutschlandfunk |
| 102,4 MHz |          | –                 | DT64              | DT64                                                 | DT64                | Radio PSR       |

1. 1 2  Frequenzen waren 1976: 92,25 MHz statt 92,2 MHz von Radio DDR II und 97,25 MHz statt 97,3 MHz von der Stimme der DDR. DDR I und der Berliner Rundfunk hatten  durch diese Zeit dieselbe Frequenz wie heute.

### Analoges Radio (UKW)
| Frequenz (MHz) | Programm               | RDS PS            | RDS PI | Regionalisierung | ERP (kW) | Antennendiagramm rund (ND)/gerichtet (D) | Polarisation horizontal (H)/vertikal (V) |
| -------------- | ---------------------- | ----------------- | ------ | ---------------- | -------- | ---------------------------------------- | ---------------------------------------- |
| 89,2           | R.SA                   | __R.SA__          | 14C2   | –                | 2        | D                                        | H                                        |
| 90,1           | MDR Jump               | MDR_JUMP          | D3C2   | –                | 100      | ND                                       | H                                        |
| 92,2           | MDR Sachsen            | MDR_SN_D          | D4C1   | Dresden          | 100      | ND                                       | H                                        |
| 93,2           | Deutschlandfunk Kultur | Dlf_Kult          | D220   | –                | 1        | ND                                       | H                                        |
| 95,4           | MDR Kultur             | MDR_____/KULTUR__ | D3C3   | –                | 100      | ND                                       | H                                        |
| 97,3           | Deutschlandfunk        | __Dlf___          | D210   | –                | 100      | ND                                       | H                                        |
| 100,2          | Energy Sachsen         | _ENERGY_          | D3CE   | Dresden/Lausitz  | 5        | D                                        | H                                        |
| 102,4          | Radio PSR              | RADIOPSR          | D3C8   | Dresden          | 100      | ND                                       | H                                        |
| 103,5          | Radio Dresden          | _DRESDEN          | 15C1   | –                | 2        | D                                        | H                                        |
| 105,2          | Hitradio RTL Sachsen   | HRRTL_DD          | D3C9   | Dresden          | 100      | ND                                       | H                                        |
| 106,1          | MDR Aktuell            | MDR_____/AKTUELL_ | D3D5   | –                | 0,5      | D                                        | H                                        |

### Digitales Radio (DAB+)
DAB wird in vertikaler Polarisation und im Gleichwellenbetrieb mit anderen Sendern ausgestrahlt. Sportradio Deutschland wurde am 1. Januar 2023 durch 90s90s ersetzt.
| Block                       | Programme | ERP (in kW) | Antennendiagramm rund (ND), gerichtet (D) | Gleichwellennetz (SFN) |
| --------------------------- | --- | ----------- | ----------------------------------------- | --- |
| 5C DRDeutschland (D__00188) | DAB+ Block der Media Broadcast: - Absolut relax (72 kbps) - Dlf (104 kbps) - Dlf Kultur (112 kbps) - Dlf Nova (104 kbps) - DRadio DokDeb (48 kbps) - Energy Digital (72 kbps) - ERF Plus (64 kbps) - Klassik Radio (72 kbps) - Radio Bob (72 kbps) - Radio Horeb (48 kbps) - Radio Schlagerparadies (64 kbps) - Schwarzwaldradio (64 kbps) - sunshine live (72 kbps) - DRadio Daten (32 kbps Daten) - EPG Deutschland (16 kbps Daten) - TPEG (16 kbps Daten) - TPEG_MM (16 kbps Daten) | 10          | ND                                        | - Baden-Württemberg: Aalen, Baden-Baden (Fremersberg), Bad Mergentheim, Blauen, Brandenkopf, Donaueschingen, Feldberg im Schwarzwald, Freiburg (Vogtsburg-Totenkopf), Geislingen (Oberböhringen), Großerlach (Hohe Brach), Heidelberg (Königstuhl), Heilbronn (Schweinsberg), Hochrhein (Rickenbach), Hornisgrinde, Pforzheim (Schömberg-Langenbrand), Raichberg, Ravensburg (Höchsten), Reutlingen, Stuttgart (Frauenkopf), Ulm (Kuhberg) - Bayern: Amberg (Hirschau), Aschaffenburg (Pfaffenberg), Augsburg (Hotelturm), Bad Tölz (Gaißach), Bamberg (Geisberg), Büttelberg, Brotjacklriegel, Dillberg, Grünten, Herzogstand, Hochberg (Traunstein), Hoher Bogen, Inntal (Ebbs), Ingolstadt (Gelbelsee), Kreuzberg/Rhön, Landshut (Altdorf), München (Olympiaturm), Nennslingen (Büchelberg), Nürnberg, Oberammergau, Ochsenkopf, Passau, Pfänder, Pfaffenhofen, Pfarrkirchen, Pfronten, Regensburg (Hohe Linie), Unterringingen, Untersberg, Wendelstein (Bayrischzell), Würzburg (Frankenwarte) - Berlin: Berlin (Alexanderplatz), Berlin (Scholzplatz) - Brandenburg: Bad Belzig, Booßen, Brandenburg/Havel, Calau, Casekow, Cottbus, Eisenhüttenstadt, Petkus, Pritzwalk, Templin - Bremen: Bremen (Walle), Bremerhaven-Schiffdorf - Hamburg: Hamburg (Moorfleet), Hamburg (Heinrich-Hertz-Turm) - Hessen: Bad Hersfeld (Rimberg), Biedenkopf (Sackpfeife), Fulda (Hummelskopf), Frankfurt (Europaturm), Gelnhausen (Schnepfenkopf), Gießen (Dünsberg), Großer Feldberg, Hardberg, Hohe Wurzel, Hoher Meißner, Kassel (Habichtswald), Mainz-Kastel - Mecklenburg-Vorpommern: Garz (Rügen), Güstrow, Malchin, Neubrandenburg-Süd, Rostock (Toitenwinkel), Röbel, Schwerin (Zippendorf-Gr.Dreesch), Torgelow, Wismar/Rüggow, Züssow - Niedersachsen: Aurich-Popens, Braunschweig (Broitzem), Braunschweig (Drachenberg), Cuxhaven-Stadt, Dannenberg, Göttingen (Bovenden-Osterberg), Hannover (Telemax), Lingen, Lüneburg-Neu Wendhausen, Molbergen-Peheim, Osnabrück (Bramsche-Schleptruper Egge), Hildesheim (Sibbesse), Steinkimmen, Uelzen, Visselhövede, Wilhelmshaven - Nordrhein-Westfalen: Aachen (Karlshöhe), Bielefeld (Hünenburg), Bonn (Venusberg), Dortmund (Florianturm), Düsseldorf (Rheinturm), Eggegebirge, Herscheid, Hochsauerland (Hunau), Hürtgenwald-Großhau, Köln (Colonius), Langenberg, Lügde-Rischenau (Köterberg), Minden (Jakobsberg), Münster (Fernmeldeturm), Schöppingen, Siegen-Süd, Wesel - Rheinland-Pfalz: Bad Kreuznach (Schanzenkopf), Bad Marienberg (Westerwald), Bornberg, Daun (Eifel), Edenkoben (Kalmit), Heckenbach-Schöneberg (Ahrweiler), Idar-Oberstein, Kaiserslautern, Kettrichhof, Koblenz (Kühkopf), Trier (Petrisberg) - Saarland: Merzig-Merchingen, Saarbrücken (Schoksberg) - Sachsen: Chemnitz, Dresden, Geyer, Leipzig, Löbau, Neustadt, Oschatz, Schöneck, Zwickau Ost - Sachsen-Anhalt: Brocken, Burg, Dequede, Petersberg, Pettstädt (Weißenfels), Schneidlingen, Wittenberg - Schleswig-Holstein: Bungsberg, Flensburg, Heide, Helgoland, Hennstedt, Kiel (Kronshagen), Lübeck (Stockelsdorf), Schleswig, Niebüll (Süderlügum), Westerland (Sylt) - Thüringen: Bleßberg (Sonneberg), Erfurt-Hochheim, Gera, Inselsberg, Jena (Oßmaritz), Kulpenberg, Saalfeld (Remda), Lobenstein (Sieglitzberg), Weimar (Ettersberg) |
| 5D Antenne DE (D__00364)    | DAB-Block von Antenne Deutschland: - 80s80s (72 kbps) - 90s90s (72 kbps) - Absolut Bella (72 kbps) - Absolut Germany (72 kbps) - Absolut HOT (72 kbps) - Absolut Oldie (72 kbps) - Absolut TOP (72 kbps) - AIDAradio (72 kbps) - Ballermann Radio (72 kbps) - Beats Radio (72 kbps) - Brillux Radio (72 kbps) - Nostalgie (72 kbps) - Oldie Antenne (72 kbps) - RTL Radio (72 kbps) - Rock Antenne (72 kbps) - Toggo Radio (72 kbps)                                                   | 10          | ND                                        | - Bayern: Amberg (Hirschau), Bamberg (Geisberg), Ingolstadt (Gelbelsee), Kreuzberg/Rhön, Nürnberg, Ochsenkopf, Pfaffenhofen, Regensburg (Hohe Linie), Würzburg (Frankenwarte) - Berlin: Berlin (Alexanderplatz), Berlin (Scholzplatz) - Brandenburg: Casekow, Cottbus, Pritzwalk - Bremen: Bremen (Walle) - Hamburg: Hamburg (Heinrich-Hertz-Turm) - Mecklenburg-Vorpommern: Rostock (Toitenwinkel), Schwerin (Zippendorf-Gr.Dreesch), Züssow - Niedersachsen: Braunschweig (Broitzem), Cuxhaven-Stadt, Göttingen (Bovenden-Osterberg), Hannover (Telemax), Hildesheim (Sibbesse/Griesberg), Lüneburg-Neu Wendhausen, Molbergen-Peheim, Osnabrück (Bramsche-Schleptruper Egge), Visselhövede - Nordrhein-Westfalen: Bielefeld (Hünenburg), Minden (Jakobsberg) - Sachsen: Dresden, Geyer, Leipzig, Löbau/Schafberg, Oschatz, Schöneck - Sachsen-Anhalt: Brocken, Burg, Petersberg, Wittenberg - Schleswig-Holstein: Flensburg, Heide, Kiel (Kronshagen), Lübeck (Stockelsdorf) - Thüringen: Erfurt-Hochheim, Gera, Inselsberg, Jena (Oßmaritz), Kulpenberg, Lobenstein (Sieglitzberg), Weimar (Ettersberg) |
| 7A Sachsen (D__00408)       | DAB+ Block des Sachsen: - 90s90s Dance (DD) (88 kbps) - Antenne Sachsen (DD) (88 kbps) - Antenne Sachsen (LAU) (88 kbps) - coloRadio (80 kbps) - Energy Sachsen (DD) (88 kbps) - Hitradio RTL Sachsen (DD) (88 kbps) - Hitradio RTL Sachsen (LAU) (88 kbps) - Lausitzwelle (80 kbps) - R.SA (DD) (88 kbps) - Radio Dresden (88 kbps) - Radio Lausitz (88 kbps) - Radio PSR (DD) (88 kbps) - Radio WSW (88 kbps)                                                                        | 10          | ND                                        | Dresden-Wachwitz, Löbau/Schafberg |
| 9A MDR Sachsen D__00209     | DAB+ Block des MDR: - MDR Sachsen (DD) (80 kbps) - MDR Sachsen (L) (80 kbps) - MDR Sachsen (C) (80 kbps) - MDR Sachsen (BZ) (80 kbps) - MDR Sachsen auf Sorbisch (80 kbps) - MDR Sachsen Extra (48 kbps) - MDR Jump (88 kbps) - MDR Kultur (88 kbps) - MDR Tweens (80 kbps) - MDR Sputnik (88 kbps) - MDR Aktuell (72 kbps) - MDR Klassik (112 kbps) - MDR Schlagerwelt (SN) (88 kbps) - MDR TPEG (16 kbps) - MDR EPG (16 kbps)                                                        | 10          | ND                                        | Chemnitz, Dresden, Freiberg, Geyer, Görlitz, Hoyerswerda, Leipzig, Löbau, Neustadt, Oschatz, Reichenbach (Netzschkau), Roitzsch, Schöneck, Zittau, Zwickau Ost |
| 12A Sachsen K12A (D__00313) | DAB+ Block der Media Broadcast: - 89.0 RTL (96 kbps) - detektor.fm Wort (96 kbps) - Femotion (80 kbps) - Jam FM (96 kbps) - Oldie Antenne (80 kbps) - Galaxy Sachsen (80 kbps) - Radio Ostrock (88 kbps) - Radio Teddy (80 kbps) - Rundfunk-Kombinat Sachsen (88 kbps) - Schlager Radio (80 kbps) - SecondRadio (88 kbps) - Star FM Sachsen (88 kbps) | 10          | ND                                        | Chemnitz/Geyer, Dresden-Wachwitz, Leipzig/Messegrund, Löbau/Schafberg, Schöneck (Vogtland) |

### Fernsehen (analog)
Dieses letzte verbliebene analoge Fernsehprogramm wurde am 10. Januar 2013 abgeschaltet.
| Kanal | Frequenz (MHz) | Programm          | ERP (kW) | Sendediagramm rund (ND)/ gerichtet (D) | Polarisation horizontal (H)/ vertikal (V) |
| ----- | -------------- | ----------------- | -------- | -------------------------------------- | ----------------------------------------- |
| 59    | 775,25         | Dresden Fernsehen | 20       | ND                                     | H                                         |

1. ↑  seit 10. Juni 1996

Die folgenden Sender wurden spätestens mit der Umstellung auf DVB-T abgeschaltet:
| Kanal | Frequenz (MHz) | Programm                                   | ERP (kW) | Sendediagramm rund (ND)/ gerichtet (D) | Polarisation horizontal (H)/ vertikal (V) |
| ----- | -------------- | ------------------------------------------ | -------- | -------------------------------------- | ----------------------------------------- |
| 10    | 210,25         | Erstes Deutsches Fernsehen/Das Erste (MDR) | 100      | ND                                     | V                                         |
| 29    | 535,25         | MDR Fernsehen (Sachsen)                    | 500      | ND                                     | H                                         |
| 43    | 647,25         | VOX                                        | 2        | D                                      | H                                         |
| 46    | 671,25         | ZDF                                        | 470      | ND                                     | H                                         |
| 48    | 687,25         | Sat.1                                      | 2        | D                                      | H                                         |

1. ↑  1969 bis 15. Dezember 1990: DFF 1/DDR 1; 15. Dezember 1990 bis 22. Juli 2007: Erstes Deutsches Fernsehen/Das Erste (MDR)
2. ↑  1969 bis 14. Dezember 1990; DFF 2/DDR 2; 15. Dezember 1990 bis 31. Dezember 1991: DFF Länderkette; 1. Januar 1992 bis 22. Juli 2007: MDR Fernsehen (Sachsen)
3. ↑  bis 31. Dezember 1995: RTL; 1. Januar 1996 bis 31. Dezember 2004: VOX
4. ↑  1. Dezember 1990 bis 22. Juli 2007: ZDF
5. ↑  1. Juli 1994 bis 17. Mai 2002: Sat.1

### Fernsehen (digital)
Die Umstellung auf DVB-T wurde am 23. Juli 2007 durchgeführt; die Abschaltung (nach Umrüstung auf DVB-T2 HD) erfolgte am 8. November 2017.
Auf den Kanälen 29 (538 MHz), 36 (594 MHz) und 39 (618 MHz) wurde jeweils mit 100 kW in vertikaler Polarisation gesendet:
| Kanal | Frequenz (MHz) | Multiplex         | Programme im Multiplex                                                  | Aufschaltung  | Gleichwellennetz (SFN)         |
| ----- | -------------- | ----------------- | ----------------------------------------------------------------------- | ------------- | ------------------------------ |
| 29    | 538            | ARD Digital (MDR) | - MDR Fernsehen - rbb Fernsehen - WDR Fernsehen - Bayerisches Fernsehen | 23. Juli 2007 | −                              |
| 36    | 594            | ZDFmobil          | - ZDF - 3sat - KiKA (06–21:00 Uhr) / ZDFneo (21–06:00 Uhr) - ZDFinfo    | 23. Juli 2007 | Calau, Dresden-Wachwitz, Löbau |
| 39    | 618            | ARD Digital       | - Das Erste - ARTE - Phoenix - One (Fernsehsender)                      | 23. Juli 2007 | Dresden-Wachwitz, Löbau        |

Die Umstellung auf DVB-T2 HD wurde am 8. November 2017 durchgeführt. Aufgrund des neuen Kompressionsverfahren HEVC/H.265 werden damit auch terrestrische Programme in HD-Qualität ausgestrahlt.
Mit diesem Wechsel wurden die Programmpakete neuen Kanälen zugeordnet:
Kanal 34: (Frei empfangbar)
Das Erste HD; MDR Sachsen HD; RBB Brandenburg HD; NDR Niedersachsen HD (von 1900 bis 1930 MDR Sachsen-Anhalt); SWR Baden-Württemberg HD (von 1900 bis 1930 MDR Thüringen); tagesschau 24 HD
Kanal 39: (Frei empfangbar)
ONE HD; PHOENIX HD; arte HD; BR Nord HD; hr HD; WDR HD
Kanal 36: (Frei empfangbar)
ZDF HD; 3sat HD; ZDFinfo HD; zdf_neo HD; KiKa HD
Kanal 29: (verschlüsselt)
Sat.1 HD; ProSieben HD; kabel eins HD; SIXX HD; Pro7 MAXX HD; Sat.1 Gold HD; Sport1 HD
Kanal 46: (verschlüsselt)
RTL HD; RTL II HD; VOX HD; SUPER RTL HD; RTL NITRO HD; n-tv HD; Tele 5 HD
Kanal 42: (verschlüsselt)
Disney Channel HD; N24 HD; DMAX HD; Eurosport 1 HD; nickelodeon HD; Comedy Central HD; QVC HD; HSE24 HD; Bibel TV HD

## Film
- Der Dresdner Fernsehturm, Dokumentation des MDR Fernsehens, 28 Minuten, 2013, Regie: Katrin Claußner.